# Шайнер (Техас)
Шайнер (англ. Shiner) — місто (англ. city) в США, в окрузі Лавака штату Техас. Населення — 2127 осіб (2020).

## Географія
Шайнер розташований за координатами 29°25′59″ пн. ш. 97°10′22″ зх. д. / 29.43306° пн. ш. 97.17278° зх. д. (29.432961, -97.172815).  За даними Бюро перепису населення США в 2010 році місто мало площу 6,27 км², з яких 6,25 км² — суходіл та 0,02 км² — водойми.

## Демографія
Згідно з переписом 2010 року, у місті мешкало 2069 осіб у 854 домогосподарствах у складі 555 родин. Густота населення становила 330 осіб/км².  Було 1025 помешкань (164/км²).
Расовий склад населення:
| - 85,5 % — білих - 9,7 % — чорних або афроамериканців - 0,4 % — азіатів - 0,2 % — корінних американців - 2,2 % — осіб інших рас |

До двох чи більше рас належало 2,1 %. Частка іспаномовних становила 7,5 % від усіх жителів.
За віковим діапазоном населення розподілялося таким чином: 25,3 % — особи молодші 18 років, 50,1 % — особи у віці 18—64 років, 24,6 % — особи у віці 65 років та старші. Медіана віку мешканця становила 44,1 року. На 100 осіб жіночої статі у місті припадало 88,6 чоловіків;  на 100 жінок у віці від 18 років та старших — 85,8 чоловіків також старших 18 років.
Середній дохід на одне домашнє господарство  становив 67 488 доларів США (медіана — 46 739), а середній дохід на одну сім'ю — 81 038 доларів (медіана — 57 011). Медіана доходів становила 48 000 доларів для чоловіків та 31 944 долари для жінок. За межею бідності перебувало 9,1 % осіб, у тому числі 14,6 % дітей у віці до 18 років та 8,0 % осіб у віці 65 років та старших.
Цивільне працевлаштоване населення становило 923 особи. Основні галузі зайнятості: освіта, охорона здоров'я та соціальна допомога — 22,3 %, виробництво — 22,0 %, роздрібна торгівля — 10,9 %, сільське господарство, лісництво, риболовля — 10,2 %.